# Marry the Boss's Daughter
Pour plus de détails, voir Fiche technique et Distribution.
Marry the Boss's Daughter est un film américain réalisé par Thornton Freeland, sorti en 1941.

## Synopsis
Jefferson Cole s'installe à New York à la recherche d'un emploi mais il n'en trouve pas. A la place, il trouve un chien perdu et découvre que ce dernier appartient à Fredericka Barrett et le lui rend. Elle se prend d'affection pour Cole et demande à son père, l'homme d'affaires J.W. Barrett, de lui offrir un emploi.

## Fiche technique
- Titre : Marry the Boss's Daughter
- Réalisation : Thornton Freeland
- Scénario : Sándor Faragó, Alexander G. Kenedi et Jack Andrews
- Photographie : Charles G. Clarke
- Montage : Louis R. Loeffler
- Musique : Cyril J. Mockridge
- Société de production : 20th Century Fox
- Pays d'origine : États-Unis
- Format : Noir et blanc - 1,37:1
- Genre : comédie
- Date de sortie : 1941

## Distribution[1]
- Brenda Joyce : Fredericka Barrett
- Bruce Edwards (en) : Jefferson Cole
- Georges Barbier : J.W. Barrett
- Hardie Albright : Putnam Palmer
- Ludwig Stossel : Franz Polgar
- Bodil Rosing : Mrs Polgar
- Charles Arnt : Blodgett
- George Meeker : Snavely
- Frank McGlynn Sr. : Hoffman

Acteurs non crédités
- Lon Poff : Thorndike Beamish
- Alexander Granach : Nick
- Paul McGrath : Taylor
- Mantan Moreland : le cuisinier
- Sam Flint : un Vice-Président
- Cyril Ring : un Vice-Président
- Ray Walker : l'homme dans l'ascenseur
- Grace Hayle : la femme dans l'ascenseur
- Arthur Hoyt : l'homme fatigué
- Adrian Morris : un agent du métro
- John Elliott : le passant cynique
- Spec O'Donnell : l'homme à la machine à sous